# Socha Na Tha
Socha Na Tha (hindi सोचा न था, tj. Nigdy bym nie pomyślał) to bollywoodzka komedia romantyczna  z 2005 roku wyreżyserowana przez  debiutanta Imtiaz Ali (Jab We Met, Love Aaj Kal). W rolach głównych Ayesha Takia i debiutanci: Abhay Deol i Apoorva Jha. Film wyprodukował wuj Abhay Deola -  aktor Dharmendra. Historia młodej pary, która ma kłopot z rozpoznaniem, że łącząca ją przyjaźń jest miłością.

## Fabuła
Hindus Viren Oberoi (Abhay Deol) od trzech lat ciągnie związek z władczą chrześcijanką Karen Fernandez (Apoorva Jha). Mimo różnicy wyznań nie do zaakceptowania przez rodzinę zamierza się jej oświadczyć. Wciąż jednak się waha, wypytuje przyjaciół, jak ją widzą, co myślą o jej charakterze. Tymczasem ojciec Virena (Suresh Oberoi) ma dość beztroskiego stylu życia syna. Wróciwszy ze studiów w Ameryce Viren wciąż jeszcze nie podjął pracy. Ojciec licząc, że rola męża pomoże Virenowi przejąć odpowiedzialność za swoje życie, aranżuje jego małżeństwo z Aditi (Ayesha Takia). Podczas ich pierwszej rozmowy Aditi prosi go, aby nie zwodził rodziny zwlekając z odpowiedzią. Jeśli zamierza odmówić, niech zrobi to od razu. Virenowi świetnie się rozmawia z Aditi. Zwierza jej się nawet ze swoich kłopotów z przekonaniem rodziców do ślubu z chrześcijanką. Aditi zaczyna mu pomagać. Swoją obecnością zapewnia Karen możliwość wyjazdu z Virenem na Goa. Ale tam Viren przekonany, że to, co łączy go z Aditi to tylko przyjaźń, spędza z nią coraz więcej czasu. 

## Obsada
- Abhay Deol
- Ayesha Takia
- Ayesha Jhulka
- Apoorva Jha
- Rati Agnihotri
- Vijay Maurya
- Suresh Oberoi
- Rajendranath Zutshi

## Piosenki
- Yara Rab (Sonu Nigam, Sanjivni)
- Abhi Abhi (Sonu Nigam, Sunidhi Chauham, Kunal Ganjawala)
- Socha Na Tha (Sandesh Shatilya
- Zindagi (Sonu NIgam, Sunidhi Chauhan)
- Na Sahi (Sandesh Shatilya)
- Main Seedhey Saade Dhang Se (KK)
- Mera Tumhara (Sandesh Shatilya)